# 奥罗拉·达恩
奥罗拉·达恩（羅馬尼亞語：Aurora Dan，1955年10月5日—），罗马尼亚女子击剑运动员。她曾代表罗马尼亚参加1980年和1984年夏季奥林匹克运动会击剑比赛，其中1984年奥运会获得一枚银牌。